# August Mortelmans
August Mortelmans (Kerkom, Boutersem, 24 de abril de 1901 - Lier, 8 de octubre de 1985) fue un ciclista belga que corrió entre 1925 y 1935. Su triunfo más importante fue el Campeonato de Bélgica de 1927. 

## Palmarés
1924
- 1º en la Bruselas-Lieja

1927
- Campeón de Bélgica en Ruta
- 1º en el Premio de Heist-op-den-Berg

'1928
- 1º en el Premio de Heist-op-den-Berg

'1930
- 1º en el Premio de Heist-op-den-Berg

'1932
- 1º en el Premio de Heist-op-den-Berg